# Gran sinagoga de Bordeus
La gran sinagoga de Bordeus és el principal lloc de culte del judaisme a Bordeus. La sinagoga va succeir un primer edifici destruït pel foc l'any 1873, i va ser construïda entre 1877 i 1882 sota la direcció dels arquitectes Charles Durand i Paul Abadie. Seu de la comunitat sefardita, es troba entre les majors sinagogues d'Europa i va ser classificada com a monument històric en 1998.

## Història
És coneguda la presència d'una comunitat jueva des de fa diversos segles a la ciutat. Aquesta es va ampliar considerablement després de la promulgació del decret de l'Alhambra (31 de març de 1492) pel qual els Reis Catòlics van decidir d'expulsar els jueus de la península Ibèrica. Per fugir de les persecucions de la Inquisició, molts d'ells van decidir instal·lar-se a l'altre costat dels Pirineus, constituent de les comunitats més actives i prospères al sud-oest de França. La comunitat jueva bordelesa va florir durant diversos segles, proporcionant alguns grans noms als dominis de la literatura, de les arts, del comerç i de la política (Gradis, Raba, Nunés Pereyra, Pereire o Mendès).
En el moment de la creació del Consistori central per Napoleó Bonaparte, es va crear un consistori regional a Bordeus l'any 1808. Un any més tard, es va fundar una gran sinagoga sota el seu impuls al carrer Causserouge. Dissenyada per l'arquitecte Armand Corcelles, es va inspirar lliurement en l'arquitectura oriental. Es va convertir en el centre neuràlgic del barri jueu, i va ser víctima d'un terrible incendi en 1873.
Aquest sinistre va determinar els representants de la comunitat a dotar-se d'un nou santuari, la realització del qual va ser confiada a l'arquitecte André Burguet, i després de la mort d'aquest últim, als arquitectes Charles Durand i Paul Abadie. Els treballs van començar oficialment l'any 1877 per a acabar-se l'any 1882. El 5 de setembre d'aquest mateix any (és a dir, el 21 elloul 5642 del calendari hebreu) es va inaugurar i obrir al culte.
Durant l'ocupació alemanya, la sinagoga, saquejada, va servir de lloc d'internament als jueus que no van aconseguir fugir a temps. Prop de 1.600 famílies van ser empresonades abans de ser deportades als camps de Dachau i d'Auschwitz.
La gran sinagoga, que es troba a un carreró (rue du Grand-Rabbin-Joseph-Cohen) prop de la rue Sainte-Catherine, és un dels centres de la comunitat jueva bordelesa. Cada dia es duen a terme els serveis del matí i del vespre.

## Arquitectura
L'arquitectura de la gran sinagoga té trets de l'arquitectura gòtica i dels corrents orientalistes que aleshores estaven de moda a una part d'Europa. Té una nau de 36 metres de longitud i 26 d'amplae, amb una façana monumental amb dues torres. El projecte inicial preveia que les torres hagueren sigut ampliades amb dos bulbes de base octogonal, però com que no hi havia unanimitat (certs membres de la comunitat hi veien una influència cristiana massa manifesta), els fons per al seu acabament es van suprimir.
L'interior reprén les disposicions del plànol basilical antic, i es compon d'una nau principal separada de les laterals per una sèrie de catorze columnes corinties (set de cada costat). Al nivell superior es troben les tribunes (mekhitsa), espai tradicionalment reservat a les dones.
Al fons del santuari, la mirada porta cap a l'arca sagrada (heckal), situada a una gran arcada en arc de ferradura. Una cortina de vellut (parokhet) de color grana li serveix d'estoix.
La part central de la sinagoga està ocupada per un estrat (tebah) on oficien els ministres del culte. Està precedida d'un monumental menorà de prop de 4,50 m d'altura.
La coberta de l'edifici és una estructura metàl·lica de xapa reblada, obra dels tallers de Gustave Eiffel. L'estructura metàl·lica està dissimulada per una volta en forma d'ansa de cistella envoltada per pérgoles transversals. El conjunt té una alçada de 16 metres. Aquesta disposició permet tindre un espai interior de gran amplitud, i accentua l'efecte de monumentalitat de l'edifici.